# Колмарискио (Анкона)
Колмарискио је насеље у Италији у округу Анкона, региону Марке.
Према процени из 2011. у насељу је живело 115 становника. Насеље се налази на надморској висини од 400 м.